# Hibernie orangée
Agriopis aurantiaria
Espèce
L'Hibernie orangée, Agriopis aurantiaria, est un lépidoptère (papillon) de la famille des Geometridae, de la sous-famille des Ennominae, présent dans toute l'Europe.

## Description

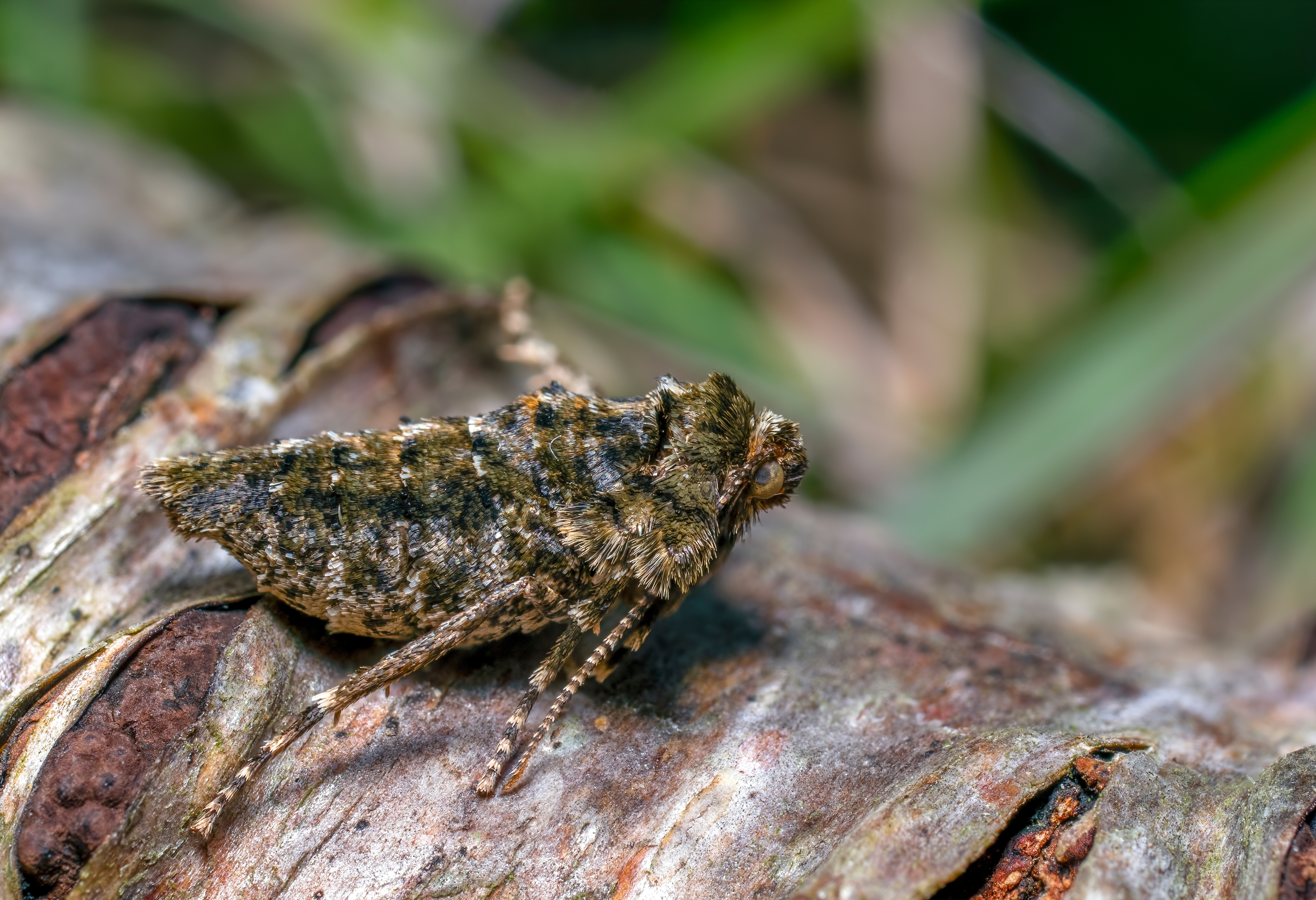
Une hibernie orangée femelle en Estonie. Octobre 2020.

- Imago : d'une longueur de 10 à 15 mm, la femelle n'a pas d'ailes, mais un gros corps gris pâle. Le mâle, fréquemment de couleur orangée, est  ailé. Il arbore presque toujours deux lignes brunes au milieu des ailes supérieures. Son envergure peut atteindre 35 mm

- Chenille : la chenille est brunâtre, avec une ligne longitudinale noire. Plantes hôtes : Bouleau, Hêtre commun, Chêne, Saule et autres feuillus.

## Biologie
L'adulte est visible de septembre-octobre à décembre (univoltin). La femelle se tient sur un tronc et attire les mâles par un message odorant (phéromone) qu'elle émet grâce à une glande de son abdomen, puis pond ses œufs sur les arbres.
L'espèce hiberne à l'état d'œufs qui éclosent au début du printemps.  La nymphose se passe sur le sol.

## Distribution géographique et écologie

### Distribution géographique
On le rencontre dans toute l'Europe, de l'Espagne à la Scandinavie et jusqu'au Caucase.

### Biotope
Ce papillon est présent dans une large gamme d'habitats : forêts de feuillus, parcs et jardins, vergers.